# Asia del Sur
Asia del Sur, Asia meridional o Sur de Asia es una de las veintidós subregiones en que la ONU divide el mundo. Está compuesta por ocho países: Afganistán, Bangladés, Bután, India, Maldivas, Nepal, Pakistán y Sri Lanka. Sus mayores ciudades son: Delhi, Karachi, Bombay y Daca.
Limita al norte con Asia Central y Asia Oriental, al este con Sudeste Asiático y la bahía de Bengala, al sur y suroeste con el océano Índico, mar Arábigo, golfo de Omán y golfo Pérsico, y al oeste con Asia Occidental. Es la región más poblada de las seis, con 1 831 046 000 hab. en 2013, y también es la más densamente poblada con 271,3 hab/km².
Geográficamente abarca los países comprendidos entre la meseta iraní (al sur del Amu Darya y de Asia Central) y el subcontinente indio (al sur del Himalaya). Desde un punto de vista cultural Asia del Sur constituye el origen de los pueblos indoarios (también llamados arios) de lenguas indoiranias y se halla rodeado por el mundo árabe, los pueblos túrquicos y el lejano Oriente.
A pesar de las características comunes descritas, estos países están escasamente cohesionados. Aunque los idiomas nacionales de todos estos países son lenguas indoeuropeas (excepto en Bután) existen grandes grupos no indoeuropeos especialmente en India. Además la zona se halla dividida entre países musulmanes y países de religiones dhármicas. Los principales enfrentamientos que han desestabilizado la zona son el conflicto de Cachemira y la guerra civil de Sri Lanka.

## Geografía

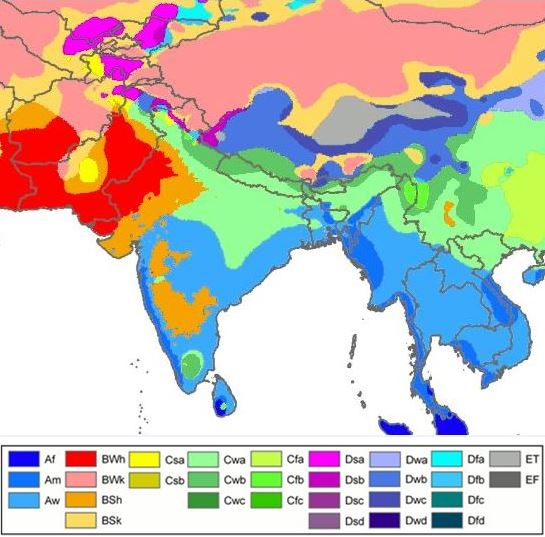
Mapa del clima del sur de Asia según la clasificación de Köppen.

Aunque la región de Asia del Sur o Asia Meridional, nunca ha sido una región geopolítica coherente, sí tiene una identidad geográfica con características propias. Sus fronteras septentrional, occidental y oriental varían según cómo se defina la región, su frontera meridional es el océano Índico. 
La mayor parte de esta región es un subcontinente situado sobre la placa índica (la porción norte de la placa indoaustraliana) separada del resto de Eurasia. La placa India fue una vez un pequeño continente antes de colisionar con la placa euroasiática hace unos 50-55 millones de años lo que formó la cordillera del Himalaya y la meseta tibetana; desde este punto de vista es la región península|r al sur de las cordilleras del Himalaya y Kunlun y al este del río Indo y de la meseta iraní, que se extiende hacia el sur hasta el océano Índico, entre el mar de Omán (al suroeste) y la bahía de Bengala variedad de características geográficas, como glaciares, selvas, valles, desiertos y praderas, típicos de regiones continentales más extensas. Está rodeado por tres cuerpos de agua: la bahía de Bengala, el océano Índico y el mar Arábigo. El clima de esta región varía considerablemente de monzónico tropical en el sur a templado en el norte, influenciado no solo por la altitud sino también por otros factores como la proximidad a la costa y los efectos estacionales de los monzones. Las regiones meridionales sufren veranos calurosos 656 157 85 88 y reciben gran cantidad de lluvia durante el/los periodo del monzón. El cinturón septentrional de la llanura indogangética también es caluroso en verano, pero más frío en invierno. Las montañas del norte son más frías y reciben las nevadas típicas de la sierra del Himalaya. Debido a que el Himalaya bloquea los vientos fríos del norte de Asia, las temperaturas son más moderadas en las llanuras laderas abajo. En su mayor parte, el clima de la región es clima monzónico, que mantiene la región húmeda durante el verano y seca durante el invierno y favorece el cultivo de yute, té, arroz y diversas hortalizas en esta región.
| N.º | País       | Superficie km² | Población (2020) |
| --- | ---------- | -------------- | ---------------- |
| 1   | India      | 3.287.263      | 1.409.143.000    |
| 2   | Pakistán   | 903.913        | 224.000.000      |
| 3   | Afganistán | 652.864        | 32.000.000       |
| 4   | Bangladés  | 147.570        | 181.000.000      |
| 5   | Nepal      | 147.181        | 30.120.000       |
| 6   | Sri Lanka  | 65.610         | 24.532.000       |
| 7   | Bután      | 38.394         | 645.000          |
| 8   | Maldivas   | 298            | 723.000          |

## Economía

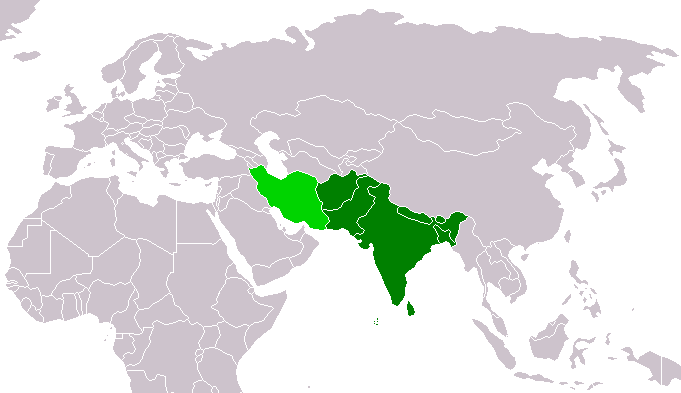
Asociación Sudasiática para la Cooperación Regional.
Macrorregión de Asia del Sur según el geoesquema de la ONU (incluyendo el área anterior).

La economía de Asia meridional se basa en la agricultura de arroz y otros cereales, además de la producción textil.
Sri Lanka tiene el mayor PIB per cápita en la región, mientras que Nepal, Afganistán y Birmania tienen los más bajos. La India es la mayor economía de la región: la 12º mayor del mundo por PIB nominal y la 4º mayor por PIB PPA. Pakistán es la 2ª mayor economía y el tercer mayor PIB per cápita de la región, seguido por Bangladés. 
Según un informe del Banco Mundial en 2007, el sur de Asia es la región menos integrada del mundo, el comercio entre los estados del sur de Asia es sólo el 2% del PIB combinado de la región, frente al 20% en Asia del Este.

## Asociación Sudasiática para la Cooperación Regional
La Asociación Sudasiática para la Cooperación Regional (abreviado ASACR), establecida el 8 de diciembre de 1985 e incluye a las naciones de: Pakistán, India, Afganistán, Bangladés, Nepal, Sri Lanka, y Maldivas.